# Мортен Мюллер
Мортен Мюллер (норв. Morten Müller, 1828–1911) — норвезький художник-пейзажист XIX століття.
Мистецьку освіту здобув у Дюссельдорфській академії мистецтв.
Багато подорожував берегами батьківщини, природа якої дає йому мотиви для поетичних і разом з тим правдивих, майстерно виконаних картин, серед яких «Сосновий ліс», «Норвезький глетчер», «Вихід з Гардангерського фіорду» (в Музеї Християнії), «Зимовий пейзаж» (у Стокгольмському музеї), «Нічна риболовля в Норвегії», «Водоспад з ялиновим лісом на його берегах» та інші.
Був членом Стокгольмської академії мистецтв .